# Canton d'Huelgoat
Le canton d'Huelgoat est une division administrative française, située dans le département du Finistère et la région Bretagne. Ce canton a été supprimé lors de la réforme administrative de 2014, intégré dans le nouveau canton de Carhaix-Plouguer.

## Composition
Le canton d'Huelgoat regroupe les communes suivantes :
| Nom                  | Code Insee | Codepostal | Superficie (km2) | Population (dernière pop. légale) | Densité (hab./km2) |
| -------------------- | ---------- | ---------- | ---------------- | --------------------------------- | ------------------ |
| Huelgoat (chef-lieu) | 29081      | 29690      | 14,87            | 1 574 (2012)                      | 106                |
| Berrien              | 29007      | 29690      | 56,42            | 967 (2012)                        | 17                 |
| Bolazec              | 29012      | 29640      | 17,47            | 186 (2012)                        | 11                 |
| Botmeur              | 29013      | 29690      | 13,62            | 223 (2012)                        | 16                 |
| La Feuillée          | 29054      | 29690      | 31,55            | 644 (2012)                        | 20                 |
| Locmaria-Berrien     | 29129      | 29690      | 17,20            | 241 (2012)                        | 14                 |
| Plouyé               | 29211      | 29690      | 37,55            | 724 (2012)                        | 19                 |
| Scrignac             | 29275      | 29640      | 70,94            | 805 (2012)                        | 11                 |

## Histoire
- De 1833 à 1845, les cantons de Carhaix et de Huelgoat avaient le même conseiller général. Le nombre de conseillers généraux était limité à 30 par département[1].

## Représentation

### Conseillers généraux de 1833 à 2015
| Période               | Identité                                  | Parti                | Qualité |
| --------------------- | ----------------------------------------- | -------------------- | --- |
| 1833-1839             | François-Charles Blacque-Belair           | Gauche               | Propriétaire, maire de Poullaouen concessionnaire de mines député (1830-1839)                                                                  |
| 1839-1842             | Yves Le Masson                            |                      | Conseiller d'arrondissement, propriétaire, maire de Scrignac                                                                                   |
| 1842-1843 (décès)     | Guillaume Bernard (1792-1843)             |                      | Négociant, cultivateur propriétaire, maire de Carhaix (1837-1843)                                                                              |
| 1844-1845             | Frédéric Michel Trémeur Nouët (1813-1885) |                      | Juge de paix à Quimper |
| 1845-1848             | Charles Claude Pernolet                   | Centre gauche        | Ingénieur des Mines Directeur des mines de Huelgoat et Poullaouën Maire du 13ème arrondissement de Paris (1870) Député de la Seine (1871-1876) |
| 1848-1852             | Yves Marie Le Morvan                      |                      | Notaire à Huelgoat |
| 1852-1870 (démission) | Séverin Le Duff de Mésonan                | Bonapartiste         | Ancien chef d'escadron d'état major Député (1852-1857) - Sénateur (1857-1870) Nommé maire d'Audierne en 1870                                   |
| 1870-1889             | Jean-Louis Le Gall (fils)                 | Républicain          | Négociant, maire de Huelgoat (1888-1890) |
| 1889-1895             | Émile Gourvil                             | Républicain          | Avocat à Morlaix - Député (1891-1898) |
| 1895-1919             | Joseph Féjean (1852-1928)                 | Républicain          | Notaire Maire de Huelgoat (1892-1910) |
| 1919-1937             | Jean-François Le Dilasser (1876-1944)     | Rad.                 | Notaire Maire de Huelgoat (1935-1944), conseiller d'arrondissement                                                                             |
| 1937-1940             | Pierre Blanchard (1898-1989)              | SFIO                 | Cultivateur Conseiller municipal de Huelgoat (1935-1941)                                                                                       |
|                       |                                           |                      | |
| 1943-1945             | François Cabioch (1891-1963)              |                      | Capitaine d'infanterie Conseiller municipal de Huelgoat Nommé conseiller départemental en 1943                                                 |
|                       |                                           |                      | |
| 1945-1982             | Alphonse Penven                           | PCF                  | Cultivateur Député (1956-1958) Maire de Huelgoat (1945-1983)                                                                                   |
| 1982-2015             | Daniel Créoff                             | PCF puis DVG puis PS | Employé de banque Maire de Berrien (1977-2008), conseiller municipal de 2008 à 2014                                                            |

### Conseillers d'arrondissement (de 1833 à 1940)
| Période                                  | Période | Identité                              | Étiquette       | Qualité |
| ---------------------------------------- | ------- | ------------------------------------- | --------------- | --- |
| 1833                                     | 1839    | Yves Le Masson (1787-1850)            |                 | Propriétaire, maire de Scrignac                                                                             |
| 1839                                     | 1845    | François Nédellec (1778-1856)         |                 | Maire de Plouyé                                                                                             |
| 1845                                     | 1848    | Yves Le Masson                        |                 | Propriétaire à Scrignac                                                                                     |
|                                          |         |                                       |                 | |
| 1871                                     |         | M. Le Tulle                           |                 | Propriétaire à Berrien                                                                                      |
|                                          |         |                                       |                 | |
|                                          | 1892    | Charles-Henri Le Bihan                | Républicain     | Négociant en vins, maire de Huelgoat (1877-1888)                                                            |
| 1892                                     | 1895    | Joseph Féjean                         | Républicain     | Maire de Huelgoat (1892-1910)                                                                               |
| 1895                                     | 1898    | François Coquart                      | Républicain     | Greffier de la justice de paix, adjoint au maire de Huelgoat                                                |
| 1898                                     | 1904    | Émile Louis Collober (1843-?)         |                 | Menuisier, maire de Locmaria-Berrien (1892-1918)                                                            |
| 1904                                     | 1910    | Guillaume Bocher (1868-1939)          | Républicain     | Commerçant à Scrignac                                                                                       |
| 1910                                     | 1919    | Jean-François Le Dilasser (1876-1944) | Radical         | Notaire à Huelgoat                                                                                          |
| 1919                                     | 1928    | Henri Cahut                           | Radical puis RG | Cultivateur, ancien maire de La Feuillée                                                                    |
| 1928                                     | 1934    | Louis Tosser                          | RG              | Maire de Berrien                                                                                            |
| 1934                                     | 1940    | François-Marie Menez                  | Radical         | Cultivateur à Roz Du, maire de Botmeur (1925-1935)                                                          |
| 1940                                     |         |                                       |                 | Les conseils d'arrondissement ont été suspendus par la loi du 12 octobre 1940 et n'ont jamais été réactivés |
| Les données manquantes sont à compléter. |         |                                       |                 | |

## Démographie
| 1962  | 1968  | 1975  | 1982  | 1990  | 1999  | 2006  | 2011  | 2012  |
| ----- | ----- | ----- | ----- | ----- | ----- | ----- | ----- | ----- |
| 8 886 | 8 361 | 7 308 | 6 509 | 5 739 | 5 486 | 5 453 | 5 410 | 5 364 |